# Amy Macdonald
Pour les articles homonymes, voir MacDonald.
Amy Macdonald est une auteure-compositrice-interprète, chanteuse et multi-instrumentiste écossaise, née le 25 août 1987 à Glasgow en Écosse. Elle connaît un important succès pour des titres tels que This Is the Life ou Mr Rock & Roll.

## Biographie

### Jeunesse
Amy Elizabeth MacDonald grandit à Bishopbriggs, dans l'East Dunbartonshire en Écosse. Elle y fait également sa scolarité. Bien qu'ayant toujours été intéressée par la musique, elle ne découvre son talent qu'à l'âge de douze ans, après avoir écouté un album de Travis et emprunté la guitare de son père pour apprendre à jouer les chansons. C'est une musicienne autodidacte. Elle écrit notamment l'un de ses premiers textes sur le fanatisme de sa sœur envers Ewan McGregor. Elle commence à se produire sur scène à 13 ans, lorsqu'un groupe de musiciens vient dans son collège pour travailler avec les élèves, et donner des concerts à Glasgow.
Elle quitte l'école à 16 ans, pour se consacrer à la musique. C'est ainsi qu'au lendemain d'un spectacle de Pete Doherty, elle prend sa guitare et écrit sa chanson This Is the Life, qui devient son premier grand succès. Le titre de la chanson est également le titre de son album, car d’après la chanteuse, cette soirée passée avec ses amis définissait selon elle le mieux ce qu’est la vie : être entourée de ses proches et profiter de chaque moment.

### This Is the Life, l'album de la découverte

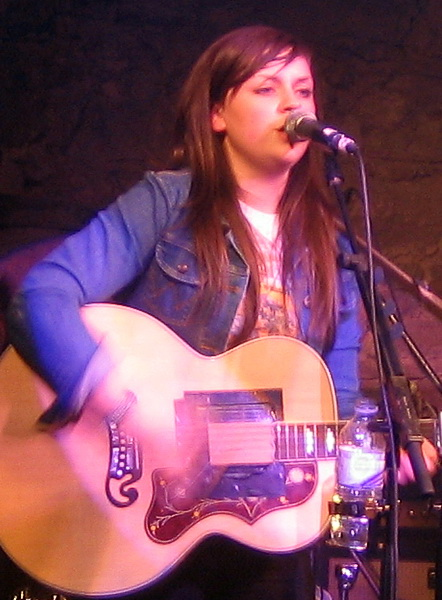
L'artiste en 2007 à Édimbourg.

Le 30 juillet 2007 sort le premier album de la chanteuse, This Is the Life. Les singles This Is the Life, Mr Rock & Roll, L.A. et Run en sont tirés. L’album rencontre un grand succès et se vend à plus de trois millions d’exemplaires à travers le monde. Il restera ainsi 75 semaines consécutives dans les charts de 17 pays et sera n°1 en Grande-Bretagne, au Danemark, aux Pays-Bas, et en Suisse.
En France, l’album se classe 6e et restera 70 semaines dans les charts. La chanson Poison Prince est consacrée à Pete Doherty.
En février 2008, Amy Macdonald entame une tournée qui s’achèvera en août. Outre le Royaume-Uni, elle chante en Irlande, en Allemagne, en Pologne, aux Pays-Bas, en Suisse, en Norvège, en Suède, au Danemark, aux États-Unis et en Espagne. En parallèle, elle participe à plusieurs festivals notamment au Royaume-Uni, comme le festival de Glastonbury en juin 2008 ou encore le festival T in the Park en juillet. Elle participe également en août 2008 au festival Pukkelpop en Belgique.
Il faudra attendre le 6 septembre 2008 pour la voir jouer sur scène en France, à Lille, à l’occasion d’un podium RTL2 organisé pour la braderie.
Elle entame une série de concerts de septembre à décembre 2008 qui incluent cette fois-ci la Belgique, l’Espagne, la France, l’Autriche, la Finlande et la Thaïlande.

### A Curious Thing
Au printemps 2009, Amy Macdonald s’attaque à l’écriture de son deuxième album. Intitulé A Curious Thing. L'album sort le 8 mars 2010. Il comprend notamment le titre Don't Tell Me That It's Over qui sera le premier single, suivi de Spark, This Pretty Face, Love love et Your Time Will Come. L’album, même s’il connaît un moins grand succès que son prédécesseur, est bien accueilli par le public et se vend tout de même à un million d’exemplaires à travers le monde. Il est numéro un en Autriche, en Allemagne et en Suisse. L’album se classe 16e dans les charts français et 4e au Royaume-Uni. Certaines chansons de l’album sont dédiées à des personnes de son entourage ou à des personnalités. Ainsi, What Happiness Means to Me est dédiée à son fiancé tandis que My Only One est un hommage à ses grands-parents, décédés.
A Curious Thing Tour commence le 28 mars 2010 au Royaume-Uni.

### Life in a Beautiful Light
Amy Macdonald a commencé à travailler sur son troisième album au début de l'année 2011 et son annonce a été faite en fin d'année.
Fin novembre, on apprend qu’Amy Macdonald a contribué à un album pour l'association Save the Children. Elle y reprend la chanson I Only Want to Be with You de Dusty Springfield.
Annoncé pour le 11 juin 2012, le  nouvel album nommé Life in a Beautiful Light est porté par Slow It Down qui fait office de premier single, il a été diffusé pour la première fois le vendredi 13 avril à la radio BBC 2.

## Style musical

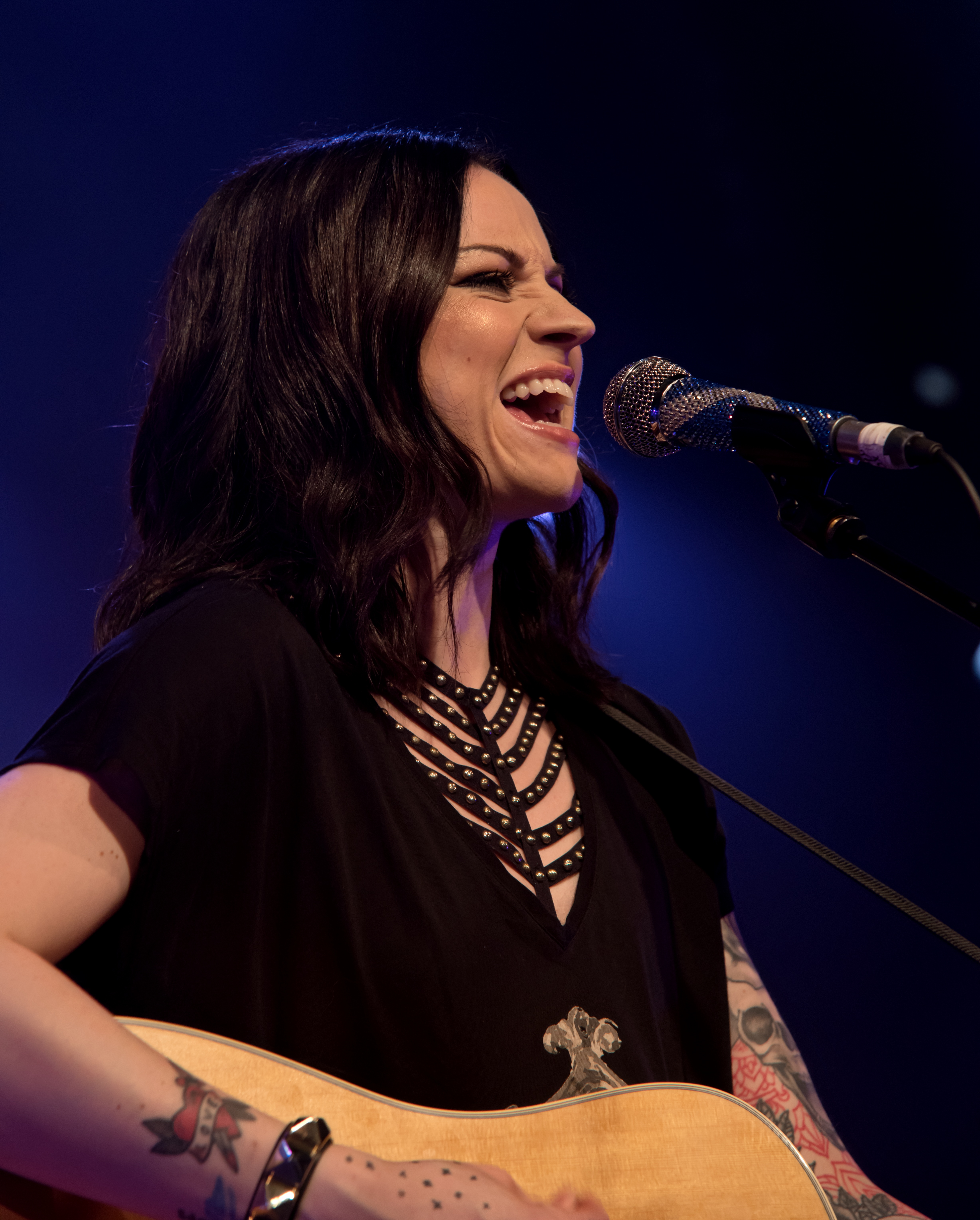
Amy MacDonald, Zelt-Musik-Festival en 2017 à Fribourg-en-Brisgau, Allemagne.

Amy Macdonald est une contralto. Certains comparent sa voix à celle de Dolores O'Riordan et Sinéad O'Connor. Son style musical est souvent qualifié d’indie rock et pop. Amy se dit influencée par beaucoup d’artistes et définit son style comme étant « poppy/indie/rock ».
Parmi ses influences musicales, on retrouve Travis, le groupe qui lui a donné envie de composer, mais aussi Pete Doherty, Oasis, Ocean Color Scene, David Bowie ou encore Bruce Springsteen.
Amy Macdonald écrit la quasi-intégralité de ses albums. Les thèmes de ses chansons sont tirés de la vie quotidienne, de ses joies comme ses peines. Jouer sur scène afin de rencontrer son public est l’aspect qu’elle apprécie le plus dans son métier.

## Vie privée
Amy Macdonald a été fiancée au footballeur anglais Steve Lovell de 2008 à 2012. Ironie du sort, une des chansons de son premier album, Footballer's Wife, aborde le sujet des femmes qui sortent avec des footballeurs pour profiter de leur célébrité. Amy Macdonald a cependant écrit cette chanson bien avant qu'elle ne rencontre Steve Lovell et affirme que son point de vue sur ces femmes n'a pas changé. À propos de sa chanson, elle déclare :
« J'ai lu une étude sur des filles de dix ans et pratiquement les trois-quarts d'entre elles voulaient être plus tard des femmes de footballeur. Si c'est la seule chose à laquelle elles aspirent, dans quel monde vit-on ? ».
En 2018, elle se marie à Las Vegas, dans le Nevada, avec le footballeur écossais Richard Foster.

## Discographie

### Singles
- 2007 : Caledonia
- 2007 : Poison Prince
- 2007 : Mr. Rock and Roll
- 2007 : L.A.
- 2007 : This Is the Life
- 2008 : Run
- 2008 : Poison Prince (ré-édition)
- 2010 : Don't Tell Me That It's Over
- 2010 : Spark
- 2010 : This Pretty Face
- 2010 : Love Love
- 2010 : Your Time Will Come
- 2012 : Slow It Down
- 2012 : Pride
- 2012 : 4th of July
- 2017 : Dream On
- 2017 : Automatic
- 2017 : Down by the Water
- 2018 : Woman of the World
- 2020 : The Hudson
- 2020 : Fire
- 2021 : Statues
- 2025 : Is This What You’ve Been Waiting For?